# Moto Guzzi

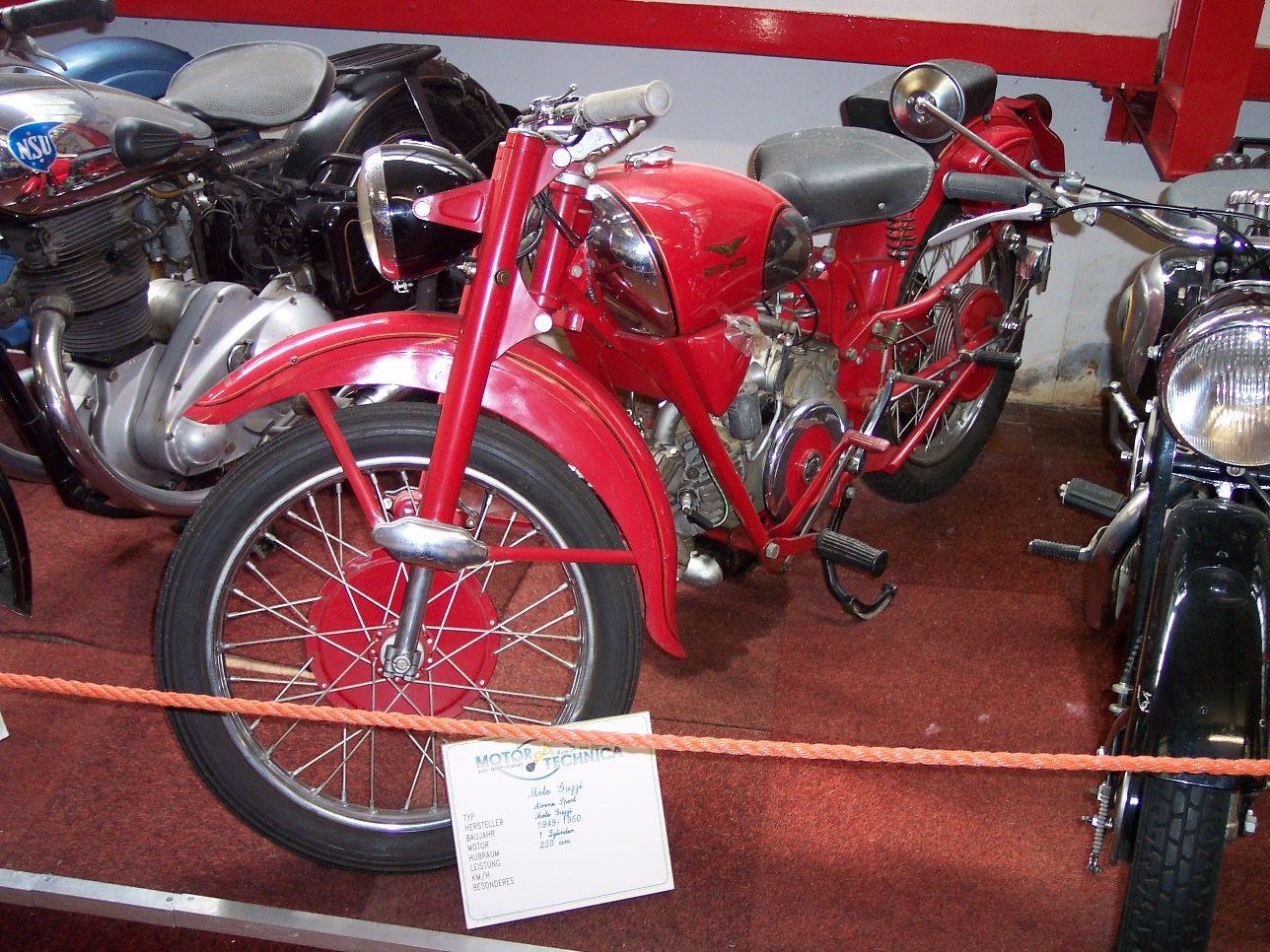
Motocicleta da Moto Guzzi

Moto Guzzi é uma fabricante italiana de motos. Foi fundada em 1921 em Mandello del Lario.